# Amaliaskogen
Amaliaskogen är ett naturreservat i Strömsunds kommun i Jämtlands län.
Området är naturskyddat sedan 2016 och är 95 hektar stort. Reservatet ligger längs Bodbergets sydvästsluttning och består i norr av gammal granskog samt av brandpräglad blandskog med grova lövträd.